# 弗拉布萊
弗拉布萊是斯洛伐克的城鎮，位於該國西南部，由尼特拉州負責管轄，面積38.31平方公里，海拔高度142米，2006年人口9,390，其中八成居民信奉羅馬天主教。

## 友好城市
- 法國马耶讷省昂杜伊莱
- 匈牙利紹莫吉州丘爾戈
- 塞爾維亞茲拉提波爾州新瓦羅什

## 外部連結
- Official website （页面存档备份，存于） （斯洛伐克文）